# Ziarna kefirowe

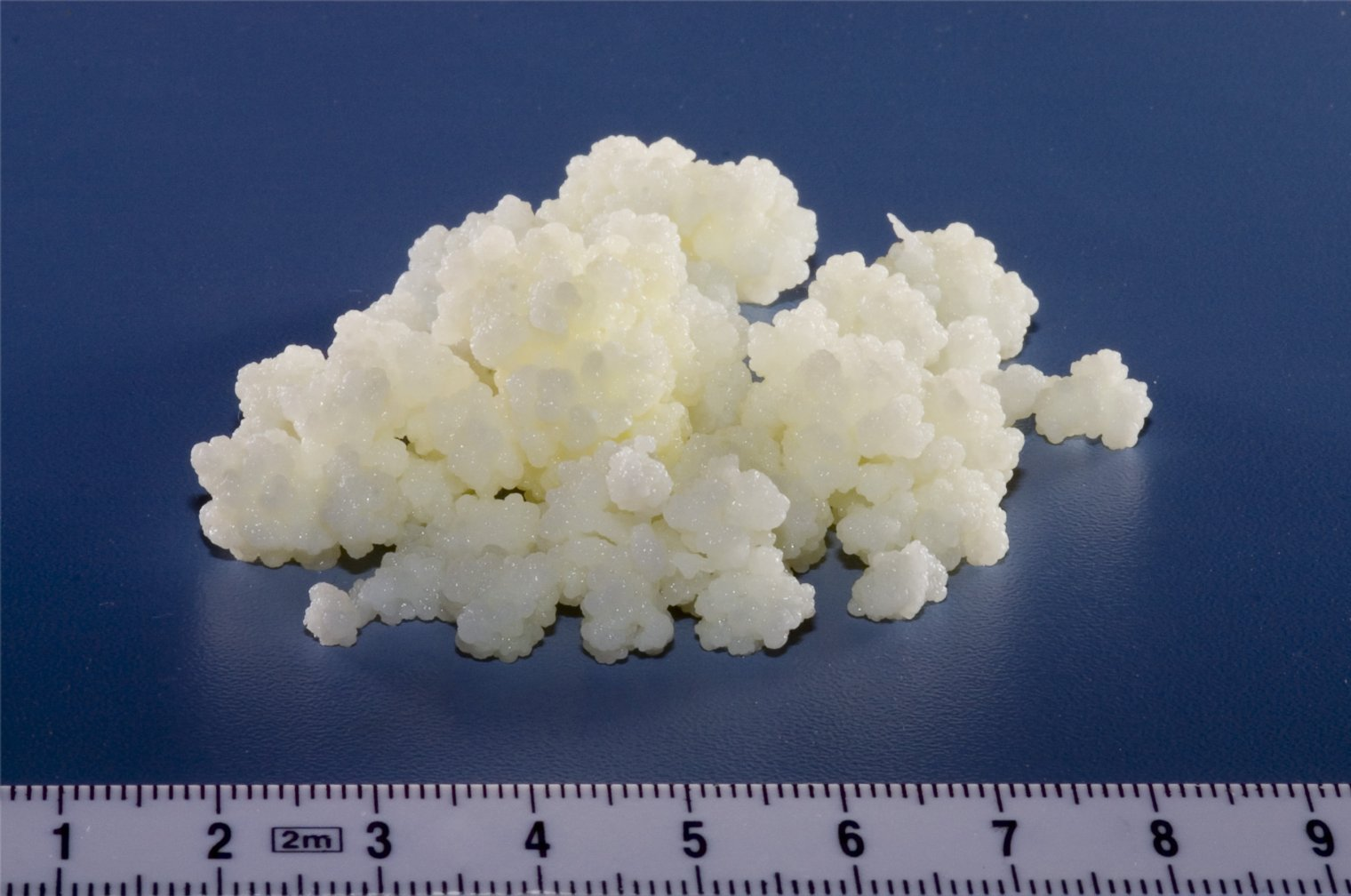
Ziarna kefirowe

Ziarna kefirowe, grzybki kefirowe – naturalne skupiska wielu populacji symbiotycznych mikroorganizmów o specyficznych właściwościach, tradycyjnie używane od stuleci w różnych społecznościach ludzkich jako naturalna kultura starterowa w procesie wytwarzania musującego napoju mlecznego – kefiru. Współcześnie wykorzystywane są zarówno w warunkach domowych, jak i na skalę przemysłową.

## Struktura
Są to złożone, kuliste struktury o nieregularnym kształcie i barwie od białej do żółtawej, przypominające małe różyczki kalafiora. Mają od 5 do 35 mm średnicy. Są klapowane. Mają luźną, ale wyraźną fakturę. W skład ziaren kefirowych wchodzi wiele gatunków bakterii kwasu mlekowego i octowego oraz drożdży. Wszystkie te organizmy są powiązane ze sobą matrycą białek i polisacharydem o nazwie kefiran. Zachowują się jak jeden organizm. Mikroflora ziaren kefirowych jest znacznie zróżnicowana i złożona, tym samym trudna do zbadania i zrozumienia.

## Biologia i ekologia
Drożdże i bakterie tworzące ziarna kefirowe współistnieją w symbiozie i są odpowiedzialne za fermentację mlekową i alkoholową. Aktywność ziaren jest uzależniona od żywotności wchodzących w jej skład mikroorganizmów. Początkowy rozmiar ziaren kefiru (inokulum) umieszczonych w mleku wpływa na wartość pH, lepkość i skład mikrobiologiczny produktu końcowego – kefiru. Za optymalną proporcję objętości ziaren w stosunku do mleka przyjmuje się od 1:30 do 1:50. Fermentacja mleka przez inokulum przebiega około 20 do 24 godzin, w czasie których szybko narastają homofermentatywne paciorkowce, początkowo powodując spadek pH wyrobu. Obniżone pH sprzyja rozwojowi pałeczek kwasu mlekowego, ale powoduje, że liczba paciorkowców maleje. Obecność drożdży w mieszaninie o temperaturze fermentacji (21–23 °C) pobudza wzrost wytwarzających zapach heterofermentatywnych paciorkowców. W miarę postępu fermentacji, wzrost bakterii kwasu mlekowego przebiega skuteczniej od wzrostu drożdży i bakterii kwasu octowego.
Analiza mikrobiologiczna wykazała, że struktura mikroorganizmów tworzących ziarna kefirowe różni się od struktury perkolatu wykonanego z ziaren kultury wyjściowej, a także produktu końcowego. Produkt końcowy nie nadaje się do stosowania jako kultura starterowa kolejnego procesu – nie można nim zastąpić ziaren kefirowych.

## Pochodzenie
Historia powstania biocenozy ziaren kefirowych nie została dotąd poznana. Przyjmuje się, że ziarna kefirowe i produkcja kefiru wywodzą się z gór Kaukazu. W literaturze naukowej opisano metodę uzyskania grzybków kefirowych z pasteryzowanego mleka z dodatkiem flory jelitowej owiec, umieszczonych w worku z koziej skóry. Poprzez systematyczne zastępowanie 3/4 roztworu kulturami organizmów pobieranych z wierzchniej warstwy mleka, w ciągu 12 tygodni uzyskiwano kefiran osadzający się na powierzchni skóry. Wówczas umieszczano go w pasteryzowanym krowim mleku, gdzie rozwijały się ziarna kefirowe. Nie ma doniesień o udanej produkcji ziaren kefiru z czystych kultur. 
Współcześnie grzybki kefirowe są stosowane w wielu krajach świata, na większości kontynentów, najpowszechniej w krajach Azji i Europy Wschodniej. Nie jest jasne, czy wszystkie ziarna kefirowe pochodzą od jednej kultury starterowej, ponieważ analizy próbek mikrobiologicznych kefirów pochodzących z różnych miejsc świata wykazują różnice w populacjach mikroflory. Skład mikroflory ziaren kefirowych jest zależny od regionu, z którego pochodzą. 

## Zastosowania

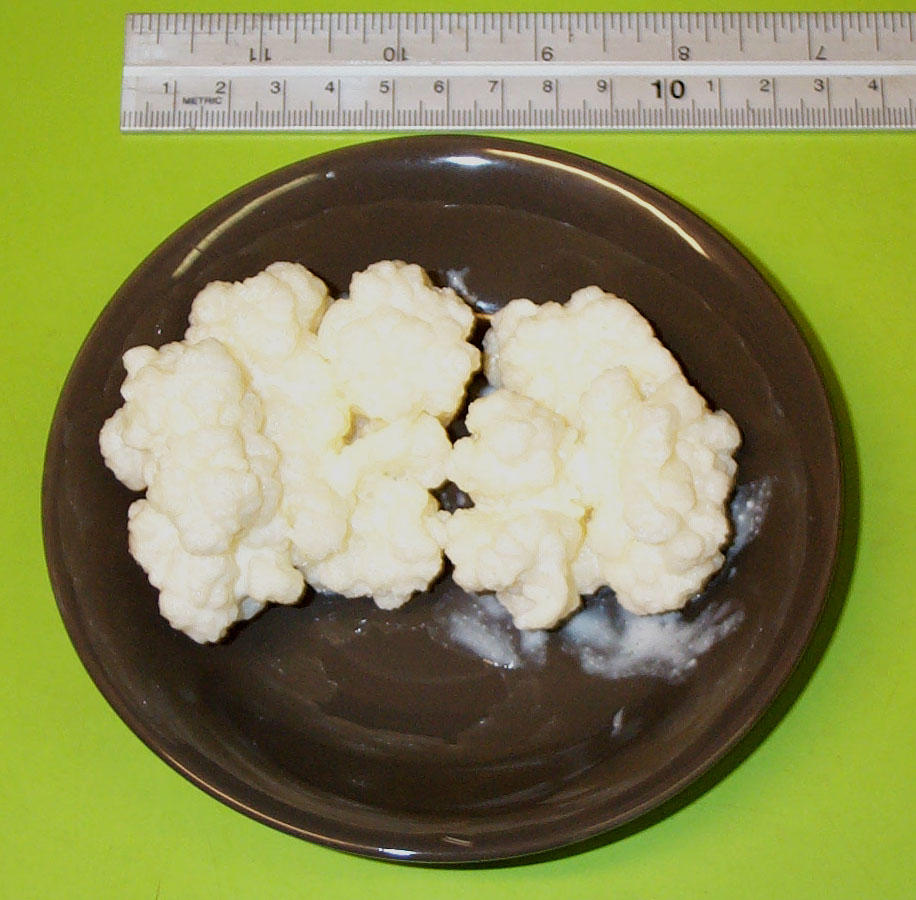
90 g ziaren kefirowych na talerzyku – po wyjęciu z dojrzałego kefiru i odcedzeniu

Unikalny różnorodny skład mikrobiologiczny ziaren kefiru umożliwia ich zastosowanie nie tylko w wielkoskalowej produkcji kefiru, ale potencjalnie również w innych nowych bioprocesach przemysłowej produkcji żywności, a nawet w niektórych innowacyjnych i wizjonerskich bioprocesach ekologicznych. Mogą być stosowane m.in. w produkcji chleba jako substytut drożdży piekarskich, w produkcji polisacharydów jako naturalne źródło egzopolisacharydów, w produkcji bioalkoholi jako źródło unieruchomionych komórek drożdży kefirowych, a także jako naturalna kultura starterowa w produkcji sojowego mleka w proszku.
Optymalną wydajność ziaren kefirowych tradycyjnie stosowanych do wyrobu kefiru uzyskuje się przenosząc je codziennie do świeżego mleka i pozwalając im rosnąć przez około 20 godzin. W tym czasie ziarna mogą zwiększyć swoją masę o 25%. Ziarna muszą być replikowane w ten sposób, aby zachowały swoją wydajność, ponieważ stare i wysuszone ziarna kefirowe mają niewielką zdolność do replikacji lub ją tracą całkowicie. Zaleca się, by do produkcji kefiru stosować ziarna codziennie przenoszone do świeżego mleka i wymieniać ziarna, u których zmniejszyła się zdolność fermentacji mleka. Przemywanie grzybków kefirowych wodą zmniejsza ich żywotność.
Garrote i inni (1997) wykazali, że przechowywanie ziaren kefiru w temperaturze -80 lub -20 °C przez 120 dni nie zmienia ich zdolności do fermentacji w porównaniu do ziaren, które nie zostały zamrożone. Jednak ziarna przechowywane w -4 °C po rozmrożeniu nie wytworzyły kefiru o akceptowalnych cechach.
Ziarna kefirowe mają złożoną mikroflorę i wykazują zdolność do dynamicznego wzrostu, co nie sprzyja komercyjnej produkcji nastawionej na produkt o stabilnym składzie. Z tego powodu w przemyśle spożywczym podjęto próby produkcji kefiru z mieszaniny czystych kultur. Efektem są odmiany przefermentowanego mleka o cechach zbliżonych do tradycyjnego kefiru.

## Skład mikrobiologiczny
Mikroorganizmy występujące w ziarnach kefirowych:
- Gram-dodatnie, homo- i heterofermentatywne bakterie kwasu mlekowego i octowego: Lactobacillus caucasicus, Lactobacillus brevis, Lactobacillus bulgaricum, Lactobacillus casei, Lactobacilus kefir, Lactobacillus acidophilus, Lactobacillus plantarum, Lactobacillus kefiranofaciens, Lactobacilus kefigranu, Lactobacillus helveticus ssp. jogurti, Lactubacillus lactis ssp. lactis, Lactobacillus fermentum, Lactobacillus cellobiosuss, Lactococci lactis ssp. lactis 1, Lactococci lactis ssp. lactis 2, Lactococcus lactis ssp. lactis var. diacetylactis, Lactococcus lactis ssp. cremoris, Streptococcus thermophilus, Lactococcus filant, Streptococcus durans, Leuconostoc dextranicum, Leuconostoc kefir, Leuconostoc lactis, Leuconostoc mesenteroides ssp. mesenteroides i Leuconostoc mesenteroides ssp. cremoris;
- Gram-ujemne bakterie kwasu octowego: gatunki z rodzaju Acetobacter;
- drożdże fermentujące laktozę oraz niefermentujące: Kluyveromyces lactis, Kluyveromyces marxianus, Saccharomyces cerevisiae, Saccharomyces unisporus, Saccharomyces rouxii, Torulaspora delbrueckii, Debaryomyces hansenii, Candida holmii, Zygosaccharomyces sp., Candida lipolytica i Cryptococcus humicolus.

Dominującymi gatunkami są L. lactis (58–70% masy ziaren w grzybkach tybetańskich) i L. mesenteroides (wytwarza zapach, degraduje laktozę do kwasu mlekowego, kwasu octowego, etanolu i dwutlenku węgla, degraduje kwas cytrynowy do dwuacetylu, nadaje kefirowi smak). Są to probiotyki wpływające na poprawę środowiska jelit. W badaniach laboratoryjnych uzyskano szczepy L. casei o skutecznej aktywności degradacji cholesterolu.